# Imbabura
Imbabura é uma província do Equador localizada na região geográfica de Sierra. Sua capital é a cidade de Ibarra.
O vulcão Imbabura, localizado na província, possui 4.609 metros de altura.

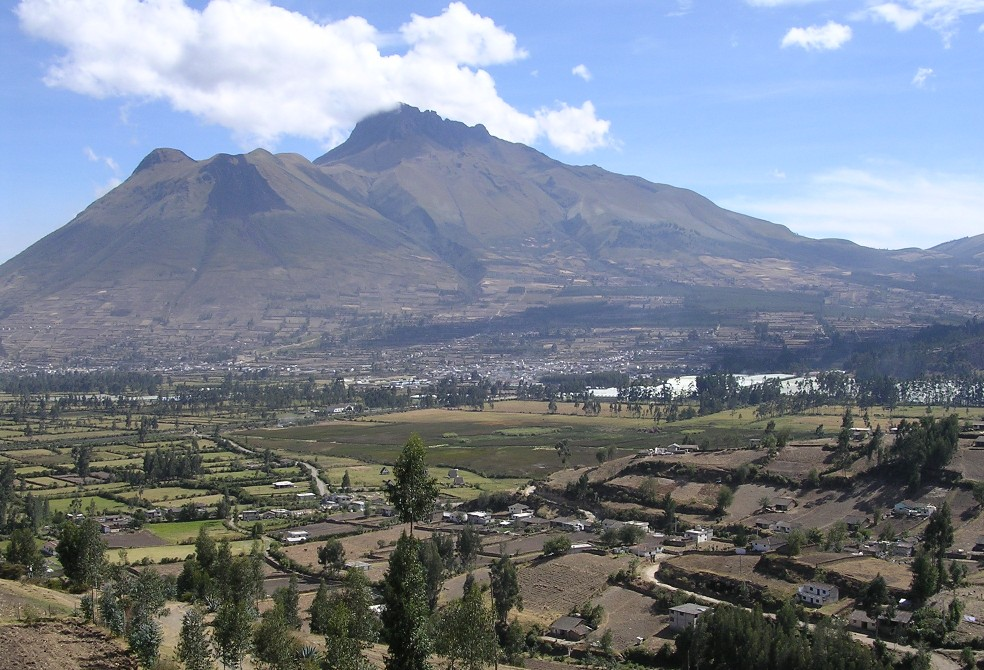
Vulcão Imbabura

## Cantões
A província se divide em 6 cantões (capitais entre parênteses):
1. Antonio Ante (Atuntaqui)
2. Cotacachi (Cotacachi)
3. Ibarra (Ibarra)
4. Otavalo (Otavalo)
5. Pimampiro (Pimampiro)
6. San Miguel de Urcuquí (Urcuquí)